# Йовсянський потік
Йовсянський потік (словац. Jovsiansky potok) — річка; притока Порубського потоку, протікає в округах Гуменне і Михайлівці.
Довжина приблизно 10,5 км. Витік знаходиться в масиві Вигорлат (геоморфологічна підодиниця Вигорлат) — на висоті приблизно 850-855 метрів.
Протікає територією полігону Валашковці і села Йовса. Впадає в Порубський потік на висоті приблизно 112-115 метрів.